# ترایدنت
ترایدنت (به انگلیسی: Trident) (همچنین به عنوان MSHTML شناخته می‌شود) یک موتور چیدمان است که توسط شرکت مایکروسافت توسعه داده می‌شود و در اینترنت اکسپلورر استفاده می‌شود.
این موتور چیدمان برای اولین بار، هم‌زمان با انتشار نسخه ۴ اینترنت اکسپلورر در اکتبر ۱۹۹۷ معرفی شد. از آن زمان تاکنون به صورت مداوم ارتقا یافته و مورد استفاده قرار گرفته‌است. مایکروسافت تغییرات قابل توجهی را برای سازگاری بیشتر موتور چیدمان ترایدنت با استانداردهای وب و پشتیباتی از فناوری‌های جدید برای نسخه‌های ۷ و ۸ اینترنت اکسپلورر ایجاد کرد.